# AN 51
O AN 51 foi uma ogiva nuclear tática da França. Projetada para ser usada no míssil de pequeno alcance Pluton, o sistema Pluton seria aposentado em 1992-1993 devido ao fim da Guerra Fria. A ogiva era baseada na MR 50 CTC (charge tactique commune - ogiva tática comum), com o mesmo pacote físico da bomba AN 52. Ela tinha dois rendimentos, 10 e 20 quilotons de TNT.